# Mivtsa Yonatan
Mivtsa Yonatan (bra Operação Thunderbolt) é um filme israelense de 1977, dirigido por Menahem Golan.
Rebatizado em inglês como Operation Thunderbolt, foi indicado ao Oscar de melhor filme estrangeiro na edição de 1978, representando Israel.

## Elenco
- Yehoram Gaon - Col. Yonatan Netanyahu
- Klaus Kinski - Wilfried Bose
- Sybil Danning - Halima
- Gila Almagor - Nurit Aviv
- Assi Dayan - Shuki
- Arik Lavie - brig.-gen. Dan Shomron
- Shaike Ophir - Gadi Arnon